# Santa Catarina Mechoacán (kommun)
Santa Catarina Mechoacán är en kommun i Mexiko.   Den ligger i delstaten Oaxaca, i den sydöstra delen av landet, 400 km söder om huvudstaden Mexico City.
Följande samhällen finns i Santa Catarina Mechoacán:
- Santa Catarina Mechoacán